# LZ 4 (vzducholoď)

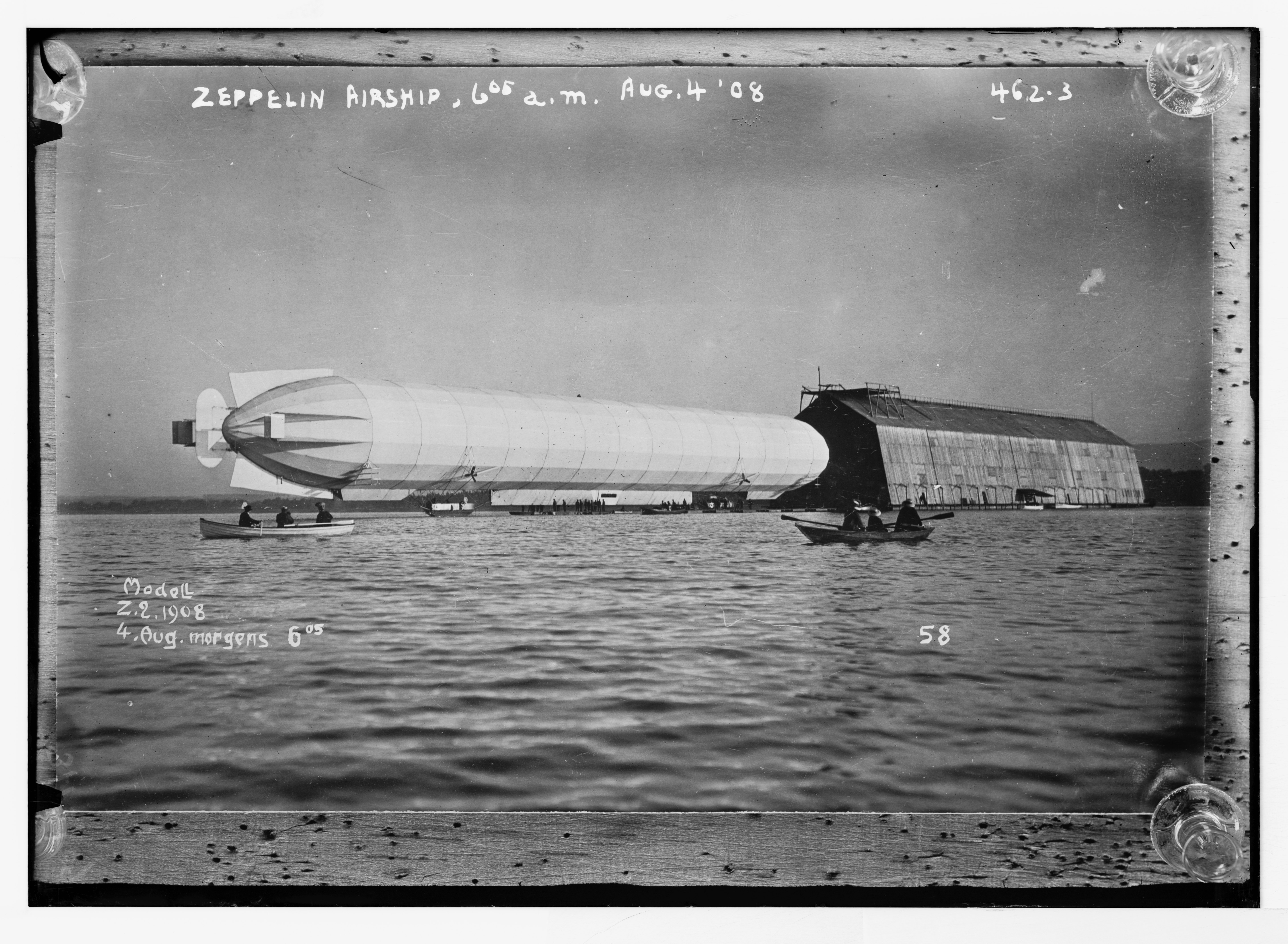
Vzducholoď LZ 4 se 4. srpna 1908 připravuje ke startu z Bodamského jezera

LZ 4 byla ztužená vzducholoďa vyvinutá pod vedením hraběte Zeppelina. V pořadí to byla jeho čtvrtá vzducholoď. Její stavbu objednala armáda. Dne 5. srpna 1908 byla zničena bouří.

## Stavba

LZ 4 nad Bodamským jezerem

Po poměrně přesvědčivých výkonech LZ 3 si objednala pruská armáda novou vzducholoď LZ 4. Nová konstrukce měla splňovat následující požadavky: Vytrvalost 24 hodin, dolet 700 km, návrat na místo startu. První let vzducholodě LZ 4 se uskutečil 20. června 1908.

## Popis
Celkem 15 008 m3 nosného plynu bylo uloženo v sedmnácti oddílech. Posádka seděla ve dvou gondolách. Pohon zajišťovaly dva motory Daimler, každý o výkonu 105 hp. Roztáčely čtyř třílisté vrtule.

## Havárie

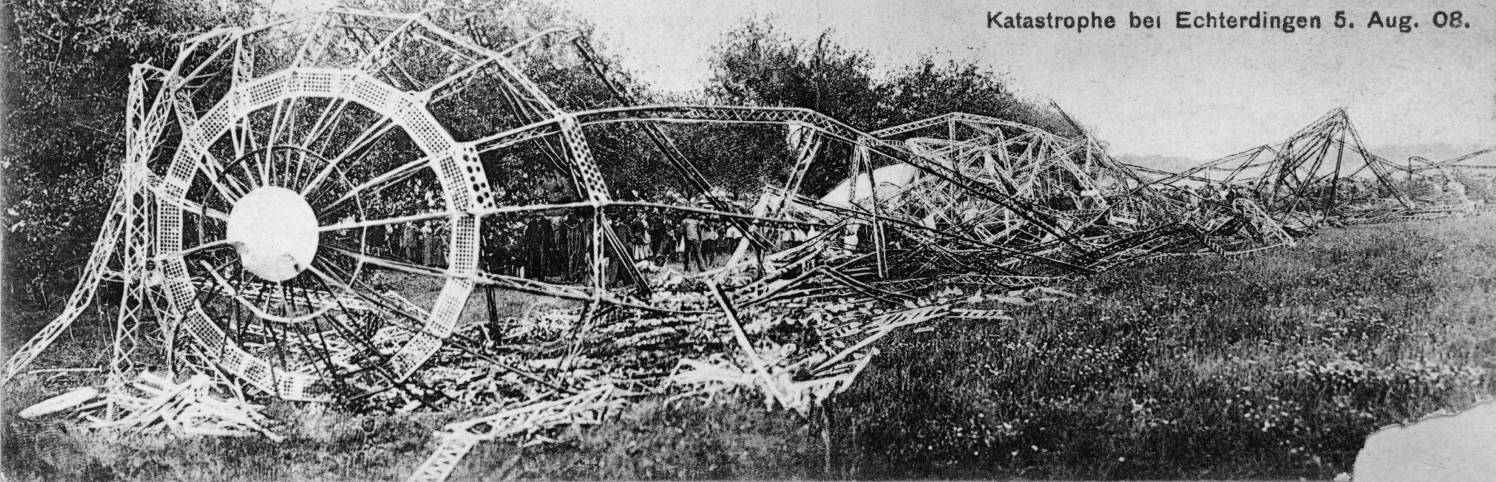
Vyhořelý vrak vzducholodě LZ 4

Dne 4. srpna v 6:22 vzducholoď LZ 4 odstartovala z plovoucího hangáru na Bodamském jezeře ke své první dálkové plavbě. Ferdinand von Zeppelin chtěl její schopnosti demonstrovat 24hodinovou plavbou přes Basilej, Mohuč a Stuttgart. Kvůli opravě motoru musela vzducholoď svůj dálkový let přerušit v oblasti dnešního letiště Stuttgart. Během kotvení ve Stuttgartu se přihnala silná bouře, vzducholoď se vyrvala z kotviště, zřítila se a začala hořet. Při nehodě byla zcela zničena.

## Technické parametry
- Objem: 15 000 m³
- Délka: 136 m
- Průměr: 12,95 m
- Motory: 2× motor Daimler
- Výkon motoru: 105 hp
- Dostup: 1 250 m
- Rychlost: 48 km/h
- Nosnost: 4 600 kg